# 腺齿紫金牛
腺齿紫金牛（学名：Ardisia cornudentata）为报春花科紫金牛属下的一个种。

## 异名
- 狭萼紫金牛[2]
- [3]

## 扩展阅读
維基物種上的相關：腺齿紫金牛